# Diocese do Uíge
A Diocese do Uíge (em latim: Diœcesis Uiiensis) é uma circunscrição eclesiástica da Igreja Católica em Angola, pertencente à Província Eclesiástica de Malanje, sendo sufragânea da arquidiocese de Malanje. A sé episcopal está na catedral de Nossa Senhora da Conceição, na cidade de Uíge, na província de Uíge.

## História
Foi criada no dia 14 de março de 1967 pela bula Apostolico officio, pelo Papa Paulo VI, quando foi desmembrada da arquidiocese de Luanda. Recebeu inicialmente o nome de diocese de Carmona e São Salvador (diœcesis Carmonensis-Soterpolitana). Foi primeiro bispo o senhor dom José Francisco Moreira dos Santos (ou dom José Mata Mourisca).
Em 16 de maio de 1979 assumiu seu nome atual, regulado pelo decreto Cum Excellentissimus, emitido pela Congregação para a Evangelização dos Povos.
Em 1984 a diocese do Uíge foi reorganizada, dando origem à vigararia de Mabanza Congo, cujo território coincidia com o da província do Zaire; posteriormente, em 7 de novembro do mesmo ano, foi definitivamente desmembrada, com a vigararia tornando-se diocese de Mabanza Congo.
Entre sua criação e 12 de abril de 2011 foi sufragânea da arquidiocese de Luanda, quando tornou-se finalmente sufragânea e parte da província eclesiástica da arquidiocese de Malanje.

## Lista de bispos do Uíge
|                          | Nome                                          | Período   | Notas                  |
| Bispos                   | Bispos                                        | Bispos    | Bispos                 |
| ------------------------ | --------------------------------------------- | --------- | ---------------------- |
| 3º                       | Joaquim Nhanganga Tyombe                      | 2021-     | atual                  |
| 2º                       | Emílio Sumbelelo                              | 2008-2019 | Nomeado Bispo de Viana |
| 1º                       | José Francisco Moreira dos Santos, O.F.M.Cap. | 1967-2008 |                        |
| Bispo-coadjutor          |                                               |           |                        |
|                          | Emílio Sumbelelo                              | 2006-2008 |                        |
| Administrador apostólico |                                               |           |                        |
|                          | José Francisco Moreira dos Santos, O.F.M.Cap. | 2019-2021 | Bispo-emérito          |